# NRL 2002/Ergebnisse
Diese Liste enthält die Ergebnisse der regulären Saison der NRL 2002. Die reguläre Saison startete am 15. März und endete am 8. September. Sie umfasste 26 Runden.

## Runde 1
| 15. März 19:30 | South Sydney Rabbitohs | 6 : 40 | Sydney Roosters | Sydney Football Stadium, Sydney Zuschauer: 35.316 Schiedsrichter: Bill Harrigan |
| 15. März 19:30 | (0:26) Bericht         |        |                 | Sydney Football Stadium, Sydney Zuschauer: 35.316 Schiedsrichter: Bill Harrigan |

| 16. März 15:00 | Canterbury-Bankstown Bulldogs | 22 : 28 | Wests Tigers | Sydney Showground, Sydney Zuschauer: 9.918 Schiedsrichter: Tony Archer |
| 16. März 15:00 | (6:14) Bericht                |         |              | Sydney Showground, Sydney Zuschauer: 9.918 Schiedsrichter: Tony Archer |

| 16. März 17:30 | Northern Eagles | 12 : 38 | Newcastle Knights | Grahame Park, Gosford Zuschauer: 8.082 Schiedsrichter: Mark Oaten |
| 16. März 17:30 | (0:20) Bericht  |         |                   | Grahame Park, Gosford Zuschauer: 8.082 Schiedsrichter: Mark Oaten |

| 16. März 20:00 | Melbourne Storm | 16 : 12 | Canberra Raiders | Olympic Park Stadium, Melbourne Zuschauer: 12.044 Schiedsrichter: Sean Hampstead |
| 16. März 20:00 | (14:12) Bericht |         |                  | Olympic Park Stadium, Melbourne Zuschauer: 12.044 Schiedsrichter: Sean Hampstead |

| 16. März 20:30 | North Queensland Cowboys | 6 : 42 | Brisbane Broncos | Willows Sports Complex, Townsville Zuschauer: 24.212 Schiedsrichter: Steve Clark |
| 16. März 20:30 | (6:8) Bericht            |        |                  | Willows Sports Complex, Townsville Zuschauer: 24.212 Schiedsrichter: Steve Clark |

| 17. März 14:30 | Parramatta Eels | 64 : 6 | Penrith Panthers | Parramatta Stadium, Sydney Zuschauer: 13.348 Schiedsrichter: Tim Mander |
| 17. März 14:30 | (26:6) Bericht  |        |                  | Parramatta Stadium, Sydney Zuschauer: 13.348 Schiedsrichter: Tim Mander |

| 17. März 15:00 | St. George Illawarra Dragons | 18 : 24 | Cronulla-Sutherland Sharks | Sydney Football Stadium, Sydney Zuschauer: 12.470 Schiedsrichter: Paul Simpkins |
| 17. März 15:00 | (12:10) Bericht              |         |                            | Sydney Football Stadium, Sydney Zuschauer: 12.470 Schiedsrichter: Paul Simpkins |

## Runde 2
| 22. März 19:30 | Brisbane Broncos | 20 : 20 | Canterbury-Bankstown Bulldogs | ANZ Stadium, Brisbane Zuschauer: 22.300 Schiedsrichter: Tim Mander |
| 22. März 19:30 | (8:14) Bericht   |         |                               | ANZ Stadium, Brisbane Zuschauer: 22.300 Schiedsrichter: Tim Mander |

| 23. März 15:00 | Cronulla-Sutherland Sharks | 30 : 24 | Melbourne Storm | Endeavour Field, Sydney Zuschauer: 11.151 Schiedsrichter: Steve Clark |
| 23. März 15:00 | (20:6) Bericht             |         |                 | Endeavour Field, Sydney Zuschauer: 11.151 Schiedsrichter: Steve Clark |

| 23. März 17:30 | Newcastle Knights | 50 : 18 | North Queensland Cowboys | Hunter Stadium, Newcastle Zuschauer: 14.868 Schiedsrichter: Mark Oaten |
| 23. März 17:30 | (24:6) Bericht    |         |                          | Hunter Stadium, Newcastle Zuschauer: 14.868 Schiedsrichter: Mark Oaten |

| 23. März 19:30 | Canberra Raiders | 22 : 30 | South Sydney Rabbitohs | Bruce Stadium, Canberra Zuschauer: 17.111 Schiedsrichter: Paul Simpkins |
| 23. März 19:30 | (12:18) Bericht  |         |                        | Bruce Stadium, Canberra Zuschauer: 17.111 Schiedsrichter: Paul Simpkins |

| 24. März 14:00 | New Zealand Warriors | 21 : 14 | Sydney Roosters | Mount Smart Stadium, Auckland Zuschauer: 14.378 Schiedsrichter: Bill Harrigan |
| 24. März 14:00 | (14:4) Bericht       |         |                 | Mount Smart Stadium, Auckland Zuschauer: 14.378 Schiedsrichter: Bill Harrigan |

| 24. März 14:30 | Penrith Panthers | 16 : 24 | St. George Illawarra Dragons | Penrith Stadium, Sydney Zuschauer: 10.207 Schiedsrichter: Tony Archer |
| 24. März 14:30 | (6:22) Bericht   |         |                              | Penrith Stadium, Sydney Zuschauer: 10.207 Schiedsrichter: Tony Archer |

| 24. März 15:00 | Wests Tigers   | 22 : 16 | Parramatta Eels | Leichhardt Oval, Sydney Zuschauer: 15.502 Schiedsrichter: Sean Hampstead |
| 24. März 15:00 | (16:6) Bericht |         |                 | Leichhardt Oval, Sydney Zuschauer: 15.502 Schiedsrichter: Sean Hampstead |

## Runde 3
| 29. März 19:30 | Sydney Roosters | 8 : 22 | Brisbane Broncos | Sydney Football Stadium, Sydney Zuschauer: 15.614 Schiedsrichter: Paul Simpkins |
| 29. März 19:30 | (2:0) Bericht   |        |                  | Sydney Football Stadium, Sydney Zuschauer: 15.614 Schiedsrichter: Paul Simpkins |

| 30. März 15:00 | Melbourne Storm | 38 : 10 | North Queensland Cowboys | Olympic Park Stadium, Melbourne Zuschauer: 8.828 Schiedsrichter: Tony Archer |
| 30. März 15:00 | (16:6) Bericht  |         |                          | Olympic Park Stadium, Melbourne Zuschauer: 8.828 Schiedsrichter: Tony Archer |

| 30. März 17:30 | South Sydney Rabbitohs | 44 : 20 | Northern Eagles | Sydney Football Stadium, Sydney Zuschauer: 15.825 Schiedsrichter: Steve Clark |
| 30. März 17:30 | (24:12) Bericht        |         |                 | Sydney Football Stadium, Sydney Zuschauer: 15.825 Schiedsrichter: Steve Clark |

| 30. März 19:30 | Cronulla-Sutherland Sharks | 18 : 10 | Penrith Panthers | Endeavour Field, Sydney Zuschauer: 9.747 Schiedsrichter: Sean Hampstead |
| 30. März 19:30 | (6:10) Bericht             |         |                  | Endeavour Field, Sydney Zuschauer: 9.747 Schiedsrichter: Sean Hampstead |

| 31. März 15:00 | Canterbury-Bankstown Bulldogs | 33 : 14 | St. George Illawarra Dragons | Stadium Australia, Sydney Zuschauer: 37.183 Schiedsrichter: Bill Harrigan |
| 31. März 15:00 | (20:4) Bericht                |         |                              | Stadium Australia, Sydney Zuschauer: 37.183 Schiedsrichter: Bill Harrigan |

| 31. März 18:00 | Wests Tigers   | 10 : 15 | Canberra Raiders | Stadium Australia, Sydney Zuschauer: 37.183 Schiedsrichter: Mark Oaten |
| 31. März 18:00 | (4:15) Bericht |         |                  | Stadium Australia, Sydney Zuschauer: 37.183 Schiedsrichter: Mark Oaten |

| 1. April 14:00 | New Zealand Warriors | 14 : 32 | Newcastle Knights | Mount Smart Stadium, Auckland Zuschauer: 13.456 Schiedsrichter: Tim Mander |
| 1. April 14:00 | (4:16) Bericht       |         |                   | Mount Smart Stadium, Auckland Zuschauer: 13.456 Schiedsrichter: Tim Mander |

## Runde 4
| 5. April 19:30 | South Sydney Rabbitohs | 6 : 32 | Canterbury-Bankstown Bulldogs | Sydney Football Stadium, Sydney Zuschauer: 22.850 Schiedsrichter: Tim Mander |
| 5. April 19:30 | (2:18) Bericht         |        |                               | Sydney Football Stadium, Sydney Zuschauer: 22.850 Schiedsrichter: Tim Mander |

| 6. April 15:00 | Parramatta Eels | 30 : 32 | Melbourne Storm | Parramatta Stadium, Sydney Zuschauer: 11.132 Schiedsrichter: Paul Simpkins |
| 6. April 15:00 | (30:10) Bericht |         |                 | Parramatta Stadium, Sydney Zuschauer: 11.132 Schiedsrichter: Paul Simpkins |

| 6. April 17:30 | North Queensland Cowboys | 20 : 50 | New Zealand Warriors | Willows Sports Complex, Townsville Zuschauer: 9.657 Schiedsrichter: Mark Oaten |
| 6. April 17:30 | (4:26) Bericht           |         |                      | Willows Sports Complex, Townsville Zuschauer: 9.657 Schiedsrichter: Mark Oaten |

| 6. April 19:30 | Penrith Panthers | 12 : 28 | Wests Tigers | Penrith Stadium, Sydney Zuschauer: 15.617 Schiedsrichter: Sean Hampstead |
| 6. April 19:30 | (6:22) Bericht   |         |              | Penrith Stadium, Sydney Zuschauer: 15.617 Schiedsrichter: Sean Hampstead |

| 7. April 14:30 | Newcastle Knights | 52 : 6 | Canberra Raiders | Hunter Stadium, Newcastle Zuschauer: 17.256 Schiedsrichter: Tony Archer |
| 7. April 14:30 | (18:6) Bericht    |        |                  | Hunter Stadium, Newcastle Zuschauer: 17.256 Schiedsrichter: Tony Archer |

| 7. April 15:00 | Brisbane Broncos | 18 : 16 | Cronulla-Sutherland Sharks | ANZ Stadium, Brisbane Zuschauer: 22.005 Schiedsrichter: Bill Harrigan |
| 7. April 15:00 | (12:0) Bericht   |         |                            | ANZ Stadium, Brisbane Zuschauer: 22.005 Schiedsrichter: Bill Harrigan |

| 7. April 15:00 | Northern Eagles | 28 : 22 | Sydney Roosters | Brookvale Oval, Sydney Zuschauer: 12.120 Schiedsrichter: Steve Clark |
| 7. April 15:00 | (18:10) Bericht |         |                 | Brookvale Oval, Sydney Zuschauer: 12.120 Schiedsrichter: Steve Clark |

## Runde 5
| 12. April 19:30 | Sydney Roosters | 12 : 28 | Newcastle Knights | Sydney Football Stadium, Sydney Zuschauer: 13.763 Schiedsrichter: Sean Hampstead |
| 12. April 19:30 | (6:6) Bericht   |         |                   | Sydney Football Stadium, Sydney Zuschauer: 13.763 Schiedsrichter: Sean Hampstead |

| 13. April 15:00 | Melbourne Storm | 6 : 22 | Canterbury-Bankstown Bulldogs | Olympic Park Stadium, Melbourne Zuschauer: 8.929 Schiedsrichter: Paul Simpkins |
| 13. April 15:00 | (0:6) Bericht   |        |                               | Olympic Park Stadium, Melbourne Zuschauer: 8.929 Schiedsrichter: Paul Simpkins |

| 13. April 17:30 | North Queensland Cowboys | 30 : 18 | South Sydney Rabbitohs | Willows Sports Complex, Townsville Zuschauer: 11.014 Schiedsrichter: Bill Harrigan |
| 13. April 17:30 | (16:6) Bericht           |         |                        | Willows Sports Complex, Townsville Zuschauer: 11.014 Schiedsrichter: Bill Harrigan |

| 13. April 19:30 | Canberra Raiders | 16 : 18 | Brisbane Broncos | Bruce Stadium, Canberra Zuschauer: 12.029 Schiedsrichter: Shayne Hayne |
| 13. April 19:30 | (14:10) Bericht  |         |                  | Bruce Stadium, Canberra Zuschauer: 12.029 Schiedsrichter: Shayne Hayne |

| 14. April 14:00 | New Zealand Warriors | 68 : 10 | Northern Eagles | Mount Smart Stadium, Auckland Zuschauer: 12.563 Schiedsrichter: Tony Archer |
| 14. April 14:00 | (32:6) Bericht       |         |                 | Mount Smart Stadium, Auckland Zuschauer: 12.563 Schiedsrichter: Tony Archer |

| 14. April 14:30 | Cronulla-Sutherland Sharks | 36 : 30 | Wests Tigers | Endeavour Field, Sydney Zuschauer: 14.116 Schiedsrichter: Steve Clark |
| 14. April 14:30 | (16:14) Bericht            |         |              | Endeavour Field, Sydney Zuschauer: 14.116 Schiedsrichter: Steve Clark |

| 14. April 15:00 | St. George Illawarra Dragons | 20 : 20 | Parramatta Eels | Wollongong Showground, Wollongong Zuschauer: 16.321 Schiedsrichter: Tim Mander |
| 14. April 15:00 | (12:14) Bericht              |         |                 | Wollongong Showground, Wollongong Zuschauer: 16.321 Schiedsrichter: Tim Mander |

## Runde 6
| 19. April 19:30 | Newcastle Knights | 52 : 8 | Cronulla-Sutherland Sharks | Hunter Stadium, Newcastle Zuschauer: 26.721 Schiedsrichter: Paul Simpkins |
| 19. April 19:30 | (32:0) Bericht    |        |                            | Hunter Stadium, Newcastle Zuschauer: 26.721 Schiedsrichter: Paul Simpkins |

| 20. April | Canterbury-Bankstown Bulldogs | 28 : 20 | New Zealand Warriors | Westpac Stadium, Wellington Zuschauer: 24.251 Schiedsrichter: Bill Harrigan |
| 20. April | (10:2) Bericht                |         |                      | Westpac Stadium, Wellington Zuschauer: 24.251 Schiedsrichter: Bill Harrigan |

| 20. April 15:00 | Melbourne Storm | 12 : 4 | St. George Illawarra Dragons | Olympic Park Stadium, Melbourne Zuschauer: 8.203 Schiedsrichter: Sean Hampstead |
| 20. April 15:00 | (4:0) Bericht   |        |                              | Olympic Park Stadium, Melbourne Zuschauer: 8.203 Schiedsrichter: Sean Hampstead |

| 20. April 19:30 | Northern Eagles | 36 : 12 | Canberra Raiders | Grahame Park, Gosford Zuschauer: 5.339 Schiedsrichter: Tony Archer |
| 20. April 19:30 | (18:0) Bericht  |         |                  | Grahame Park, Gosford Zuschauer: 5.339 Schiedsrichter: Tony Archer |

| 21. April 14:30 | Sydney Roosters | 58 : 12 | North Queensland Cowboys | Sydney Football Stadium, Sydney Zuschauer: 7.318 Schiedsrichter: Tim Mander |
| 21. April 14:30 | (26:6) Bericht  |         |                          | Sydney Football Stadium, Sydney Zuschauer: 7.318 Schiedsrichter: Tim Mander |

| 21. April 15:00 | Brisbane Broncos | 30 : 26 | Penrith Panthers | ANZ Stadium, Brisbane Zuschauer: 13.613 Schiedsrichter: Shayne Hayne |
| 21. April 15:00 | (22:4) Bericht   |         |                  | ANZ Stadium, Brisbane Zuschauer: 13.613 Schiedsrichter: Shayne Hayne |

| 22. April 19:30 | South Sydney Rabbitohs | 14 : 22 | Parramatta Eels | Sydney Football Stadium, Sydney Zuschauer: 16.979 Schiedsrichter: Steve Clark |
| 22. April 19:30 | (8:10) Bericht         |         |                 | Sydney Football Stadium, Sydney Zuschauer: 16.979 Schiedsrichter: Steve Clark |

## Runde 7
| 25. April 19:30 | St. George Illawarra Dragons | 20 : 24 | Sydney Roosters | Sydney Football Stadium, Sydney Zuschauer: 20.588 Schiedsrichter: Tony Archer |
| 25. April 19:30 | (8:8) Bericht                |         |                 | Sydney Football Stadium, Sydney Zuschauer: 20.588 Schiedsrichter: Tony Archer |

| 26. April 19:30 | Brisbane Broncos | 18 : 12 | Newcastle Knights | ANZ Stadium, Brisbane Zuschauer: 37.166 Schiedsrichter: Paul Simpkins |
| 26. April 19:30 | (6:10) Bericht   |         |                   | ANZ Stadium, Brisbane Zuschauer: 37.166 Schiedsrichter: Paul Simpkins |

| 27. April 17:00 | New Zealand Warriors | 20 : 10 | Melbourne Storm | Mount Smart Stadium, Auckland Zuschauer: 11.404 Schiedsrichter: Steve Clark |
| 27. April 17:00 | (14:0) Bericht       |         |                 | Mount Smart Stadium, Auckland Zuschauer: 11.404 Schiedsrichter: Steve Clark |

| 27. April 17:30 | Penrith Panthers | 18 : 28 | North Queensland Cowboys | Penrith Stadium, Sydney Zuschauer: 8.759 Schiedsrichter: Tim Mander |
| 27. April 17:30 | (0:10) Bericht   |         |                          | Penrith Stadium, Sydney Zuschauer: 8.759 Schiedsrichter: Tim Mander |

| 27. April 19:30 | Parramatta Eels | 38 : 0 | Canberra Raiders | Parramatta Stadium, Sydney Zuschauer: 12.135 Schiedsrichter: Shayne Hayne |
| 27. April 19:30 | (16:0) Bericht  |        |                  | Parramatta Stadium, Sydney Zuschauer: 12.135 Schiedsrichter: Shayne Hayne |

| 28. April 14:30 | Wests Tigers   | 34 : 16 | Northern Eagles | Leichhardt Oval, Sydney Zuschauer: 13.302 Schiedsrichter: Mark Oaten |
| 28. April 14:30 | (10:6) Bericht |         |                 | Leichhardt Oval, Sydney Zuschauer: 13.302 Schiedsrichter: Mark Oaten |

| 28. April 15:00 | Cronulla-Sutherland Sharks | 10 : 30 | Canterbury-Bankstown Bulldogs | Endeavour Field, Sydney Zuschauer: 15.270 Schiedsrichter: Bill Harrigan |
| 28. April 15:00 | (0:12) Bericht             |         |                               | Endeavour Field, Sydney Zuschauer: 15.270 Schiedsrichter: Bill Harrigan |

## Runde 8
| 3. Mai 19:30 | South Sydney Rabbitohs | 16 : 42 | Brisbane Broncos | Sydney Football Stadium, Sydney Zuschauer: 14.874 Schiedsrichter: Sean Hampstead |
| 3. Mai 19:30 | (10:26) Bericht        |         |                  | Sydney Football Stadium, Sydney Zuschauer: 14.874 Schiedsrichter: Sean Hampstead |

| 4. Mai 15:00 | Melbourne Storm | 28 : 36 | Newcastle Knights | Olympic Park Stadium, Melbourne Zuschauer: 9.524 Schiedsrichter: Bill Harrigan |
| 4. Mai 15:00 | (6:30) Bericht  |         |                   | Olympic Park Stadium, Melbourne Zuschauer: 9.524 Schiedsrichter: Bill Harrigan |

| 4. Mai 17:30 | Sydney Roosters | 16 : 12 | Penrith Panthers | Sydney Football Stadium, Sydney Zuschauer: 7.193 Schiedsrichter: Mark Oaten |
| 4. Mai 17:30 | (8:6) Bericht   |         |                  | Sydney Football Stadium, Sydney Zuschauer: 7.193 Schiedsrichter: Mark Oaten |

| 4. Mai 19:30 | Canberra Raiders | 36 : 10 | Cronulla-Sutherland Sharks | Bruce Stadium, Canberra Zuschauer: 10.736 Schiedsrichter: Tony Archer |
| 4. Mai 19:30 | (12:4) Bericht   |         |                            | Bruce Stadium, Canberra Zuschauer: 10.736 Schiedsrichter: Tony Archer |

| 5. Mai 14:30 | Northern Eagles | 22 : 18 | St. George Illawarra Dragons | Brookvale Oval, Sydney Zuschauer: 11.828 Schiedsrichter: Steve Clark |
| 5. Mai 14:30 | (10:10) Bericht |         |                              | Brookvale Oval, Sydney Zuschauer: 11.828 Schiedsrichter: Steve Clark |

| 5. Mai 15:00 | Parramatta Eels | 20 : 19 | North Queensland Cowboys | Parramatta Stadium, Sydney Zuschauer: 11.174 Schiedsrichter: Shayne Hayne |
| 5. Mai 15:00 | (6:12) Bericht  |         |                          | Parramatta Stadium, Sydney Zuschauer: 11.174 Schiedsrichter: Shayne Hayne |

| 5. Mai 15:00 | Wests Tigers   | 14 : 36 | New Zealand Warriors | Campbelltown Stadium, Sydney Zuschauer: 13.658 Schiedsrichter: Paul Simpkins |
| 5. Mai 15:00 | (4:24) Bericht |         |                      | Campbelltown Stadium, Sydney Zuschauer: 13.658 Schiedsrichter: Paul Simpkins |

## Runde 9
| 11. Mai 15:00 | Sydney Roosters | 34 : 6 | Melbourne Storm | Sydney Football Stadium, Sydney Zuschauer: 7.012 Schiedsrichter: Tony Archer |
| 11. Mai 15:00 | (14:6) Bericht  |        |                 | Sydney Football Stadium, Sydney Zuschauer: 7.012 Schiedsrichter: Tony Archer |

| 11. Mai 17:30 | Brisbane Broncos | 50 : 12 | Northern Eagles | ANZ Stadium, Brisbane Zuschauer: 14.202 Schiedsrichter: Matt Cecchin |
| 11. Mai 17:30 | (28:12) Bericht  |         |                 | ANZ Stadium, Brisbane Zuschauer: 14.202 Schiedsrichter: Matt Cecchin |

| 11. Mai 19:30 | North Queensland Cowboys | 40 : 16 | Wests Tigers | Willows Sports Complex, Townsville Zuschauer: 13.089 Schiedsrichter: Mark Oaten |
| 11. Mai 19:30 | (14:6) Bericht           |         |              | Willows Sports Complex, Townsville Zuschauer: 13.089 Schiedsrichter: Mark Oaten |

| 12. Mai 14:00 | New Zealand Warriors | 25 : 18 | South Sydney Rabbitohs | Mount Smart Stadium, Auckland Zuschauer: 14.765 Schiedsrichter: Shayne Hayne |
| 12. Mai 14:00 | (18:6) Bericht       |         |                        | Mount Smart Stadium, Auckland Zuschauer: 14.765 Schiedsrichter: Shayne Hayne |

| 12. Mai 14:30 | St. George Illawarra Dragons | 21 : 21 | Canberra Raiders | Wollongong Showground, Wollongong Zuschauer: 8.052 Schiedsrichter: Paul Simpkins |
| 12. Mai 14:30 | (8:21) Bericht               |         |                  | Wollongong Showground, Wollongong Zuschauer: 8.052 Schiedsrichter: Paul Simpkins |

| 12. Mai 15:00 | Cronulla-Sutherland Sharks | 6 : 36 | Parramatta Eels | Endeavour Field, Sydney Zuschauer: 8.197 Schiedsrichter: Bill Harrigan |
| 12. Mai 15:00 | (2:16) Bericht             |        |                 | Endeavour Field, Sydney Zuschauer: 8.197 Schiedsrichter: Bill Harrigan |

| 12. Mai 15:00 | Canterbury-Bankstown Bulldogs | 25 : 22 | Penrith Panthers | Sydney Showground, Sydney Zuschauer: 7.917 Schiedsrichter: Sean Hampstead |
| 12. Mai 15:00 | (8:6) Bericht                 |         |                  | Sydney Showground, Sydney Zuschauer: 7.917 Schiedsrichter: Sean Hampstead |

## Runde 10
| 17. Mai 19:30 | Newcastle Knights | 12 : 34 | New Zealand Warriors | Hunter Stadium, Newcastle Zuschauer: 16.361 Schiedsrichter: Bill Harrigan |
| 17. Mai 19:30 | (6:16) Bericht    |         |                      | Hunter Stadium, Newcastle Zuschauer: 16.361 Schiedsrichter: Bill Harrigan |

| 18. Mai 15:30 | Melbourne Storm | 20 : 22 | Parramatta Eels | Olympic Park Stadium, Melbourne Zuschauer: 7.747 Schiedsrichter: Paul Simpkins |
| 18. Mai 15:30 | (10:12) Bericht |         |                 | Olympic Park Stadium, Melbourne Zuschauer: 7.747 Schiedsrichter: Paul Simpkins |

| 18. Mai 17:30 | North Queensland Cowboys | 8 : 38 | Penrith Panthers | Willows Sports Complex, Townsville Zuschauer: 10.512 Schiedsrichter: Mark Oaten |
| 18. Mai 17:30 | (2:26) Bericht           |        |                  | Willows Sports Complex, Townsville Zuschauer: 10.512 Schiedsrichter: Mark Oaten |

| 18. Mai 19:30 | St. George Illawarra Dragons | 33 : 22 | Wests Tigers | Wollongong Showground, Wollongong Zuschauer: 10.823 Schiedsrichter: Shayne Hayne |
| 18. Mai 19:30 | (14:10) Bericht              |         |              | Wollongong Showground, Wollongong Zuschauer: 10.823 Schiedsrichter: Shayne Hayne |

| 19. Mai 14:30 | South Sydney Rabbitohs | 26 : 20 | Canberra Raiders | Sydney Football Stadium, Sydney Zuschauer: 9.599 Schiedsrichter: Sean Hampstead |
| 19. Mai 14:30 | (12:8) Bericht         |         |                  | Sydney Football Stadium, Sydney Zuschauer: 9.599 Schiedsrichter: Sean Hampstead |

| 19. Mai 15:00 | Canterbury-Bankstown Bulldogs | 48 : 22 | Cronulla-Sutherland Sharks | Sydney Showground, Sydney Zuschauer: 7.636 Schiedsrichter: Tim Mander |
| 19. Mai 15:00 | (18:10) Bericht               |         |                            | Sydney Showground, Sydney Zuschauer: 7.636 Schiedsrichter: Tim Mander |

## Runde 11
| 24. Mai 19:30 | Parramatta Eels | 4 : 18 | Sydney Roosters | Parramatta Stadium, Sydney Zuschauer: 12.093 Schiedsrichter: Paul Simpkins |
| 24. Mai 19:30 | (4:16) Bericht  |        |                 | Parramatta Stadium, Sydney Zuschauer: 12.093 Schiedsrichter: Paul Simpkins |

| 25. Mai 15:00 | Melbourne Storm | 12 : 28 | New Zealand Warriors | Olympic Park Stadium, Melbourne Zuschauer: 8.873 Schiedsrichter: Mark Oaten |
| 25. Mai 15:00 | (12:8) Bericht  |         |                      | Olympic Park Stadium, Melbourne Zuschauer: 8.873 Schiedsrichter: Mark Oaten |

| 25. Mai 17:30 | Penrith Panthers | 24 : 22 | Cronulla-Sutherland Sharks | Penrith Stadium, Sydney Zuschauer: 6.358 Schiedsrichter: Tony Archer |
| 25. Mai 17:30 | (6:16) Bericht   |         |                            | Penrith Stadium, Sydney Zuschauer: 6.358 Schiedsrichter: Tony Archer |

| 25. Mai 19:30 | Northern Eagles | 10 : 28 | Canterbury-Bankstown Bulldogs | Grahame Park, Gosford Zuschauer: 6.120 Schiedsrichter: Sean Hampstead |
| 25. Mai 19:30 | (4:12) Bericht  |         |                               | Grahame Park, Gosford Zuschauer: 6.120 Schiedsrichter: Sean Hampstead |

| 26. Mai 14:30 | Newcastle Knights | 42 : 16 | South Sydney Rabbitohs | Hunter Stadium, Newcastle Zuschauer: 13.281 Schiedsrichter: Tim Mander |
| 26. Mai 14:30 | (24:0) Bericht    |         |                        | Hunter Stadium, Newcastle Zuschauer: 13.281 Schiedsrichter: Tim Mander |

| 26. Mai 15:00 | Canberra Raiders | 32 : 20 | North Queensland Cowboys | Bruce Stadium, Canberra Zuschauer: 7.128 Schiedsrichter: Matt Cecchin |
| 26. Mai 15:00 | (10:12) Bericht  |         |                          | Bruce Stadium, Canberra Zuschauer: 7.128 Schiedsrichter: Matt Cecchin |

| 26. Mai 15:00 | St. George Illawarra Dragons | 28 : 20 | Brisbane Broncos | Sydney Football Stadium, Sydney Zuschauer: 9.051 Schiedsrichter: Shayne Hayne |
| 26. Mai 15:00 | (6:12) Bericht               |         |                  | Sydney Football Stadium, Sydney Zuschauer: 9.051 Schiedsrichter: Shayne Hayne |

## Runde 12
| 31. Mai 19:30 | Wests Tigers  | 14 : 28 | Brisbane Broncos | Campbelltown Stadium, Sydney Zuschauer: 9.540 Schiedsrichter: Tim Mander |
| 31. Mai 19:30 | (2:6) Bericht |         |                  | Campbelltown Stadium, Sydney Zuschauer: 9.540 Schiedsrichter: Tim Mander |

| 1. Juni 15:00 | Canberra Raiders | 28 : 16 | Northern Eagles | Bruce Stadium, Canberra Zuschauer: 7.385 Schiedsrichter: Sean Hampstead |
| 1. Juni 15:00 | (12:6) Bericht   |         |                 | Bruce Stadium, Canberra Zuschauer: 7.385 Schiedsrichter: Sean Hampstead |

| 1. Juni 17:30 | North Queensland Cowboys | 40 : 32 | St. George Illawarra Dragons | Willows Sports Complex, Townsville Zuschauer: 10.561 Schiedsrichter: Matt Cecchin |
| 1. Juni 17:30 | (16:16) Bericht          |         |                              | Willows Sports Complex, Townsville Zuschauer: 10.561 Schiedsrichter: Matt Cecchin |

| 1. Juni 19:30 | Penrith Panthers | 26 : 16 | Sydney Roosters | Penrith Stadium, Sydney Zuschauer: 11.982 Schiedsrichter: Mark Oaten |
| 1. Juni 19:30 | (8:4) Bericht    |         |                 | Penrith Stadium, Sydney Zuschauer: 11.982 Schiedsrichter: Mark Oaten |

| 2. Juni 15:00 | Canterbury-Bankstown Bulldogs | 28 : 18 | South Sydney Rabbitohs | Sydney Showground, Sydney Zuschauer: 8.105 Schiedsrichter: Paul Simpkins |
| 2. Juni 15:00 | (16:12) Bericht               |         |                        | Sydney Showground, Sydney Zuschauer: 8.105 Schiedsrichter: Paul Simpkins |

| 2. Juni 16:30 | New Zealand Warriors | 42 : 20 | Cronulla-Sutherland Sharks | Mount Smart Stadium, Auckland Zuschauer: 17.050 Schiedsrichter: Shayne Hayne |
| 2. Juni 16:30 | (24:14) Bericht      |         |                            | Mount Smart Stadium, Auckland Zuschauer: 17.050 Schiedsrichter: Shayne Hayne |

## Runde 13
| 7. Juni 19:30 | Brisbane Broncos | 18 : 22 | Parramatta Eels | ANZ Stadium, Brisbane Zuschauer: 17.667 Schiedsrichter: Tim Mander |
| 7. Juni 19:30 | (6:10) Bericht   |         |                 | ANZ Stadium, Brisbane Zuschauer: 17.667 Schiedsrichter: Tim Mander |

| 8. Juni 15:00 | Newcastle Knights | 37 : 16 | Melbourne Storm | Hunter Stadium, Newcastle Zuschauer: 12.141 Schiedsrichter: Mark Oaten |
| 8. Juni 15:00 | (10:4) Bericht    |         |                 | Hunter Stadium, Newcastle Zuschauer: 12.141 Schiedsrichter: Mark Oaten |

| 8. Juni 17:30 | Cronulla-Sutherland Sharks | 34 : 13 | St. George Illawarra Dragons | Endeavour Field, Sydney Zuschauer: 12.554 Schiedsrichter: Shayne Hayne |
| 8. Juni 17:30 | (0:13) Bericht             |         |                              | Endeavour Field, Sydney Zuschauer: 12.554 Schiedsrichter: Shayne Hayne |

| 8. Juni 19:30 | Penrith Panthers | 24 : 38 | Canterbury-Bankstown Bulldogs | Penrith Stadium, Sydney Zuschauer: 13.876 Schiedsrichter: Sean Hampstead |
| 8. Juni 19:30 | (10:16) Bericht  |         |                               | Penrith Stadium, Sydney Zuschauer: 13.876 Schiedsrichter: Sean Hampstead |

| 9. Juni 15:00 | Northern Eagles | 42 : 18 | Wests Tigers | Brookvale Oval, Sydney Zuschauer: 10.574 Schiedsrichter: Matt Cecchin |
| 9. Juni 15:00 | (32:0) Bericht  |         |              | Brookvale Oval, Sydney Zuschauer: 10.574 Schiedsrichter: Matt Cecchin |

| 10. Juni 15:00 | Sydney Roosters | 42 : 6 | South Sydney Rabbitohs | Sydney Football Stadium, Sydney Zuschauer: 15.891 Schiedsrichter: Bill Harrigan |
| 10. Juni 15:00 | (30:0) Bericht  |        |                        | Sydney Football Stadium, Sydney Zuschauer: 15.891 Schiedsrichter: Bill Harrigan |

| 9. Juni 16:30 | New Zealand Warriors | 34 : 6 | North Queensland Cowboys | Mount Smart Stadium, Auckland Zuschauer: 14.616 Schiedsrichter: Steve Clark |
| 9. Juni 16:30 | (28:0) Bericht       |        |                          | Mount Smart Stadium, Auckland Zuschauer: 14.616 Schiedsrichter: Steve Clark |

## Runde 14
| 14. Juni 19:30 | Parramatta Eels | 14 : 28 | Penrith Panthers | Parramatta Stadium, Sydney Zuschauer: 20.163 Schiedsrichter: Bill Harrigan |
| 14. Juni 19:30 | (8:18) Bericht  |         |                  | Parramatta Stadium, Sydney Zuschauer: 20.163 Schiedsrichter: Bill Harrigan |

| 15. Juni 15:00 | St. George Illawarra Dragons | 30 : 30 | Melbourne Storm | Wollongong Showground, Wollongong Zuschauer: 8.021 Schiedsrichter: Sean Hampstead |
| 15. Juni 15:00 | (14:18) Bericht              |         |                 | Wollongong Showground, Wollongong Zuschauer: 8.021 Schiedsrichter: Sean Hampstead |

| 15. Juni 17:30 | Wests Tigers   | 18 : 22 | Penrith Panthers | Leichhardt Oval, Sydney Zuschauer: 8.658 Schiedsrichter: Paul Simpkins |
| 15. Juni 17:30 | (6:18) Bericht |         |                  | Leichhardt Oval, Sydney Zuschauer: 8.658 Schiedsrichter: Paul Simpkins |

| 15. Juni 19:30 | South Sydney Rabbitohs | 10 : 46 | New Zealand Warriors | Sydney Football Stadium, Sydney Zuschauer: 8.658 Schiedsrichter: Tim Mander |
| 15. Juni 19:30 | (0:24) Bericht         |         |                      | Sydney Football Stadium, Sydney Zuschauer: 8.658 Schiedsrichter: Tim Mander |

| 16. Juni 14:30 | Cronulla-Sutherland Sharks | 36 : 26 | Canberra Raiders | Endeavour Field, Sydney Zuschauer: 10.190 Schiedsrichter: Steve Clark |
| 16. Juni 14:30 | (12:18) Bericht            |         |                  | Endeavour Field, Sydney Zuschauer: 10.190 Schiedsrichter: Steve Clark |

| 16. Juni 15:00 | Brisbane Broncos | 52 : 8 | North Queensland Cowboys | ANZ Stadium, Brisbane Zuschauer: 10.215 Schiedsrichter: Matt Cecchin |
| 16. Juni 15:00 | (32:4) Bericht   |        |                          | ANZ Stadium, Brisbane Zuschauer: 10.215 Schiedsrichter: Matt Cecchin |

| 16. Juni 15:00 | Sydney Roosters | 45 : 18 | Northern Eagles | Sydney Football Stadium, Sydney Zuschauer: 9.172 Schiedsrichter: Shayne Hayne |
| 16. Juni 15:00 | (24:6) Bericht  |         |                 | Sydney Football Stadium, Sydney Zuschauer: 9.172 Schiedsrichter: Shayne Hayne |

## Runde 15
| 21. Juni 19:30 | Sydney Roosters | 12 : 12 | Parramatta Eels | Sydney Football Stadium, Sydney Zuschauer: 9.648 Schiedsrichter: Sean Hampstead |
| 21. Juni 19:30 | (2:10) Bericht  |         |                 | Sydney Football Stadium, Sydney Zuschauer: 9.648 Schiedsrichter: Sean Hampstead |

| 22. Juni 15:00 | Melbourne Storm | 44 : 6 | South Sydney Rabbitohs | Olympic Park Stadium, Melbourne Zuschauer: 9.912 Schiedsrichter: Shayne Hayne |
| 22. Juni 15:00 | (12:6) Bericht  |        |                        | Olympic Park Stadium, Melbourne Zuschauer: 9.912 Schiedsrichter: Shayne Hayne |

| 22. Juni 17:30 | Canterbury-Bankstown Bulldogs | 46 : 6 | Canberra Raiders | Sydney Showground, Sydney Zuschauer: 6.211 Schiedsrichter: Paul Simpkins |
| 22. Juni 17:30 | (28:2) Bericht                |        |                  | Sydney Showground, Sydney Zuschauer: 6.211 Schiedsrichter: Paul Simpkins |

| 22. Juni 19:30 | North Queensland Cowboys | 16 : 46 | Cronulla-Sutherland Sharks | Willows Sports Complex, Townsville Zuschauer: 13.568 Schiedsrichter: Tony Archer |
| 22. Juni 19:30 | (0:30) Bericht           |         |                            | Willows Sports Complex, Townsville Zuschauer: 13.568 Schiedsrichter: Tony Archer |

| 23. Juni 14:00 | New Zealand Warriors | 22 : 32 | St. George Illawarra Dragons | Mount Smart Stadium, Auckland Zuschauer: 15.303 Schiedsrichter: Matt Cecchin |
| 23. Juni 14:00 | (4:16) Bericht       |         |                              | Mount Smart Stadium, Auckland Zuschauer: 15.303 Schiedsrichter: Matt Cecchin |

| 23. Juni 14:30 | Penrith Panthers | 24 : 28 | Northern Eagles | Penrith Stadium, Sydney Zuschauer: 9.579 Schiedsrichter: Tim Mander |
| 23. Juni 14:30 | (8:20) Bericht   |         |                 | Penrith Stadium, Sydney Zuschauer: 9.579 Schiedsrichter: Tim Mander |

| 23. Juni 15:00 | Wests Tigers   | 28 : 12 | Newcastle Knights | Campbelltown Stadium, Sydney Zuschauer: 7.657 Schiedsrichter: Steve Clark |
| 23. Juni 15:00 | (20:8) Bericht |         |                   | Campbelltown Stadium, Sydney Zuschauer: 7.657 Schiedsrichter: Steve Clark |

## Runde 16
| 28. Juni 19:30 | Parramatta Eels | 18 : 32 | Canterbury-Bankstown Bulldogs | Parramatta Stadium, Sydney Zuschauer: 22.136 Schiedsrichter: Paul Simpkins |
| 28. Juni 19:30 | (10:16) Bericht |         |                               | Parramatta Stadium, Sydney Zuschauer: 22.136 Schiedsrichter: Paul Simpkins |

| 29. Juni 15:00 | Northern Eagles | 36 : 22 | Melbourne Storm | Brookvale Oval, Sydney Zuschauer: 5.484 Schiedsrichter: Sean Hampstead |
| 29. Juni 15:00 | (8:16) Bericht  |         |                 | Brookvale Oval, Sydney Zuschauer: 5.484 Schiedsrichter: Sean Hampstead |

| 29. Juni 17:30 | St. George Illawarra Dragons | 45 : 18 | North Queensland Cowboys | Wollongong Showground, Wollongong Zuschauer: 7.987 Schiedsrichter: Matt Cecchin |
| 29. Juni 17:30 | (28:6) Bericht               |         |                          | Wollongong Showground, Wollongong Zuschauer: 7.987 Schiedsrichter: Matt Cecchin |

| 29. Juni | South Sydney Rabbitohs | 8 : 26 | Newcastle Knights | Sydney Football Stadium, Sydney Zuschauer: 7.828 Schiedsrichter: Steve Lyons |
| 29. Juni | (4:10) Bericht         |        |                   | Sydney Football Stadium, Sydney Zuschauer: 7.828 Schiedsrichter: Steve Lyons |

| 30. Juni 14:30 | Wests Tigers  | 14 : 16 | Sydney Roosters | Campbelltown Stadium, Sydney Zuschauer: 8.400 Schiedsrichter: Tim Mander |
| 30. Juni 14:30 | (8:4) Bericht |         |                 | Campbelltown Stadium, Sydney Zuschauer: 8.400 Schiedsrichter: Tim Mander |

| 30. Juni 15:00 | Brisbane Broncos | 16 : 26 | New Zealand Warriors | ANZ Stadium, Brisbane Zuschauer: 24.907 Schiedsrichter: Bill Harrigan |
| 30. Juni 15:00 | (6:6) Bericht    |         |                      | ANZ Stadium, Brisbane Zuschauer: 24.907 Schiedsrichter: Bill Harrigan |

| 30. Juni 15:00 | Canberra Raiders | 24 : 12 | Penrith Panthers | Bruce Stadium, Canberra Zuschauer: 7.268 Schiedsrichter: Tony Archer |
| 30. Juni 15:00 | (12:6) Bericht   |         |                  | Bruce Stadium, Canberra Zuschauer: 7.268 Schiedsrichter: Tony Archer |

## Runde 17
| 5. Juli 19:30 | Newcastle Knights | 24 : 18 | Parramatta Eels | Hunter Stadium, Newcastle Zuschauer: 21.823 Schiedsrichter: Bill Harrigan |
| 5. Juli 19:30 | (4:18) Bericht    |         |                 | Hunter Stadium, Newcastle Zuschauer: 21.823 Schiedsrichter: Bill Harrigan |

| 6. Juli 15:00 | Melbourne Storm | 26 : 20 | Wests Tigers | Olympic Park Stadium, Melbourne Zuschauer: 7.654 Schiedsrichter: Matt Cecchin |
| 6. Juli 15:00 | (10:4) Bericht  |         |              | Olympic Park Stadium, Melbourne Zuschauer: 7.654 Schiedsrichter: Matt Cecchin |

| 6. Juli 17:30 | Canterbury-Bankstown Bulldogs | 42 : 22 | Northern Eagles | Sydney Showground, Sydney Zuschauer: 7.180 Schiedsrichter: Tony Archer |
| 6. Juli 17:30 | (12:10) Bericht               |         |                 | Sydney Showground, Sydney Zuschauer: 7.180 Schiedsrichter: Tony Archer |

| 6. Juli 19:30 | Penrith Panthers | 16 : 23 | South Sydney Rabbitohs | Penrith Stadium, Sydney Zuschauer: 10.672 Schiedsrichter: Tim Mander |
| 6. Juli 19:30 | (10:0) Bericht   |         |                        | Penrith Stadium, Sydney Zuschauer: 10.672 Schiedsrichter: Tim Mander |

| 7. Juli 14:30 | Sydney Roosters | 36 : 6 | Canberra Raiders | Sydney Football Stadium, Sydney Zuschauer: 8.240 Schiedsrichter: Steve Lyons |
| 7. Juli 14:30 | (14:0) Bericht  |        |                  | Sydney Football Stadium, Sydney Zuschauer: 8.240 Schiedsrichter: Steve Lyons |

| 7. Juli 15:00 | Brisbane Broncos | 34 : 22 | St. George Illawarra Dragons | ANZ Stadium, Brisbane Zuschauer: 19.998 Schiedsrichter: Shayne Hayne |
| 7. Juli 15:00 | (12:16) Bericht  |         |                              | ANZ Stadium, Brisbane Zuschauer: 19.998 Schiedsrichter: Shayne Hayne |

| 7. Juli 15:00 | Cronulla-Sutherland Sharks | 36 : 24 | New Zealand Warriors | Endeavour Field, Sydney Zuschauer: 15.196 Schiedsrichter: Steve Clark |
| 7. Juli 15:00 | (26:18) Bericht            |         |                      | Endeavour Field, Sydney Zuschauer: 15.196 Schiedsrichter: Steve Clark |

## Runde 18
| 13. Juli 15:00 | Melbourne Storm | 48 : 10 | Sydney Roosters | Olympic Park Stadium, Melbourne Zuschauer: 8.131 Schiedsrichter: Steve Lyons |
| 13. Juli 15:00 | (28:4) Bericht  |         |                 | Olympic Park Stadium, Melbourne Zuschauer: 8.131 Schiedsrichter: Steve Lyons |

| 13. Juli 17:30 | North Queensland Cowboys | 12 : 28 | Northern Eagles | Townsville, Townsville Zuschauer: 8.505 Schiedsrichter: Tony Archer |
| 13. Juli 17:30 | (6:4) Bericht            |         |                 | Townsville, Townsville Zuschauer: 8.505 Schiedsrichter: Tony Archer |

| 13. Juli 19:30 | Penrith Panthers | 20 : 38 | Brisbane Broncos | Penrith Stadium, Sydney Zuschauer: 10.099 Schiedsrichter: Shayne Hayne |
| 13. Juli 19:30 | (4:16) Bericht   |         |                  | Penrith Stadium, Sydney Zuschauer: 10.099 Schiedsrichter: Shayne Hayne |

| 14. Juli 14:30 | St. George Illawarra Dragons | 26 : 28 | Canterbury-Bankstown Bulldogs | Wollongong Showground, Wollongong Zuschauer: 18.048 Schiedsrichter: Paul Simpkins |
| 14. Juli 14:30 | (6:22) Bericht               |         |                               | Wollongong Showground, Wollongong Zuschauer: 18.048 Schiedsrichter: Paul Simpkins |

| 14. Juli 15:00 | Canberra Raiders | 30 : 24 | Newcastle Knights | Bruce Stadium, Canberra Zuschauer: 10.082 Schiedsrichter: Matt Cecchin |
| 14. Juli 15:00 | (17:12) Bericht  |         |                   | Bruce Stadium, Canberra Zuschauer: 10.082 Schiedsrichter: Matt Cecchin |

| 14. Juli 15:00 | Parramatta Eels | 24 : 25 | Cronulla-Sutherland Sharks | Parramatta Stadium, Sydney Zuschauer: 13.085 Schiedsrichter: Steve Clark |
| 14. Juli 15:00 | (12:18) Bericht |         |                            | Parramatta Stadium, Sydney Zuschauer: 13.085 Schiedsrichter: Steve Clark |

| 14. Juli 15:00 | Wests Tigers   | 24 : 38 | South Sydney Rabbitohs | Leichhardt Oval, Sydney Zuschauer: 16.266 Schiedsrichter: Sean Hampstead |
| 14. Juli 15:00 | (8:22) Bericht |         |                        | Leichhardt Oval, Sydney Zuschauer: 16.266 Schiedsrichter: Sean Hampstead |

## Runde 19
| 19. Juli 19:30 | Canterbury-Bankstown Bulldogs | 24 : 12 | Sydney Roosters | Sydney Showground, Sydney Zuschauer: 15.343 Schiedsrichter: Steve Clark |
| 19. Juli 19:30 | (16:6) Bericht                |         |                 | Sydney Showground, Sydney Zuschauer: 15.343 Schiedsrichter: Steve Clark |

| 20. Juli 15:00 | South Sydney Rabbitohs | 10 : 48 | St. George Illawarra Dragons | Sydney Football Stadium, Sydney Zuschauer: 15.219 Schiedsrichter: Shayne Hayne |
| 20. Juli 15:00 | (0:26) Bericht         |         |                              | Sydney Football Stadium, Sydney Zuschauer: 15.219 Schiedsrichter: Shayne Hayne |

| 20. Juli 17:30 | Brisbane Broncos | 46 : 14 | Wests Tigers | ANZ Stadium, Brisbane Zuschauer: 13.009 Schiedsrichter: Stephen Richards |
| 20. Juli 17:30 | (28:2) Bericht   |         |              | ANZ Stadium, Brisbane Zuschauer: 13.009 Schiedsrichter: Stephen Richards |

| 20. Juli 19:30 | North Queensland Cowboys | 34 : 18 | Canberra Raiders | Willows Sports Complex, Townsville Zuschauer: 8.121 Schiedsrichter: Tim Mander |
| 20. Juli 19:30 | (22:8) Bericht           |         |                  | Willows Sports Complex, Townsville Zuschauer: 8.121 Schiedsrichter: Tim Mander |

| 21. Juli 14:30 | Newcastle Knights | 38 : 22 | Penrith Panthers | Hunter Stadium, Newcastle Zuschauer: 23.823 Schiedsrichter: Sean Hampstead |
| 21. Juli 14:30 | (4:16) Bericht    |         |                  | Hunter Stadium, Newcastle Zuschauer: 23.823 Schiedsrichter: Sean Hampstead |

| 21. Juli 15:00 | Northern Eagles | 24 : 46 | Cronulla-Sutherland Sharks | Brookvale Oval, Sydney Zuschauer: 14.521 Schiedsrichter: Bill Harrigan |
| 21. Juli 15:00 | (18:0) Bericht  |         |                            | Brookvale Oval, Sydney Zuschauer: 14.521 Schiedsrichter: Bill Harrigan |

| 21. Juli 16:00 | New Zealand Warriors | 26 : 10 | Parramatta Eels | Mount Smart Stadium, Auckland Zuschauer: 15.563 Schiedsrichter: Paul Simpkins |
| 21. Juli 16:00 | (18:0) Bericht       |         |                 | Mount Smart Stadium, Auckland Zuschauer: 15.563 Schiedsrichter: Paul Simpkins |

## Runde 20
| 26. Juli 19:30 | Parramatta Eels | 6 : 26 | Brisbane Broncos | Parramatta Stadium, Sydney Zuschauer: 15.525 Schiedsrichter: Steve Clark |
| 26. Juli 19:30 | (6:12) Bericht  |        |                  | Parramatta Stadium, Sydney Zuschauer: 15.525 Schiedsrichter: Steve Clark |

| 27. Juli 15:00 | Penrith Panthers | 36 : 16 | Melbourne Storm | Penrith Stadium, Sydney Zuschauer: 7.524 Schiedsrichter: Bill Harrigan |
| 27. Juli 15:00 | (24:4) Bericht   |         |                 | Penrith Stadium, Sydney Zuschauer: 7.524 Schiedsrichter: Bill Harrigan |

| 27. Juli 17:30 | Canberra Raiders | 38 : 30 | New Zealand Warriors | Bruce Stadium, Canberra Zuschauer: 8.702 Schiedsrichter: Stephen Richards |
| 27. Juli 17:30 | (6:18) Bericht   |         |                      | Bruce Stadium, Canberra Zuschauer: 8.702 Schiedsrichter: Stephen Richards |

| 27. Juli 19:30 | Cronulla-Sutherland Sharks | 22 : 6 | South Sydney Rabbitohs | Endeavour Field, Sydney Zuschauer: 14.163 Schiedsrichter: Shayne Hayne |
| 27. Juli 19:30 | (0:6) Bericht              |        |                        | Endeavour Field, Sydney Zuschauer: 14.163 Schiedsrichter: Shayne Hayne |

| 28. Juli 14:30 | Wests Tigers  | 8 : 42 | St. George Illawarra Dragons | Campbelltown Stadium, Sydney Zuschauer: 9.889 Schiedsrichter: Tim Mander |
| 28. Juli 14:30 | (0:8) Bericht |        |                              | Campbelltown Stadium, Sydney Zuschauer: 9.889 Schiedsrichter: Tim Mander |

| 28. Juli 15:00 | Newcastle Knights | 21 : 22 | Canterbury-Bankstown Bulldogs | Hunter Stadium, Newcastle Zuschauer: 24.686 Schiedsrichter: Sean Hampstead |
| 28. Juli 15:00 | (19:0) Bericht    |         |                               | Hunter Stadium, Newcastle Zuschauer: 24.686 Schiedsrichter: Sean Hampstead |

| 28. Juli 15:00 | Northern Eagles | 18 : 30 | North Queensland Cowboys | Brookvale Oval, Sydney Zuschauer: 6.520 Schiedsrichter: Paul Simpkins |
| 28. Juli 15:00 | (12:22) Bericht |         |                          | Brookvale Oval, Sydney Zuschauer: 6.520 Schiedsrichter: Paul Simpkins |

## Runde 21
| 2. August 19:30 | Newcastle Knights | 24 : 16 | St. George Illawarra Dragons | Hunter Stadium, Newcastle Zuschauer: 17.621 Schiedsrichter: Paul Simpkins |
| 2. August 19:30 | (8:6) Bericht     |         |                              | Hunter Stadium, Newcastle Zuschauer: 17.621 Schiedsrichter: Paul Simpkins |

| 3. August 15:00 | Melbourne Storm | 20 : 48 | Brisbane Broncos | Olympic Park Stadium, Melbourne Zuschauer: 10.308 Schiedsrichter: Tim Mander |
| 3. August 15:00 | (8:20) Bericht  |         |                  | Olympic Park Stadium, Melbourne Zuschauer: 10.308 Schiedsrichter: Tim Mander |

| 3. August 17:30 | Sydney Roosters | 20 : 34 | Cronulla-Sutherland Sharks | Sydney Football Stadium, Sydney Zuschauer: 9.723 Schiedsrichter: Sean Hampstead |
| 3. August 17:30 | (6:6) Bericht   |         |                            | Sydney Football Stadium, Sydney Zuschauer: 9.723 Schiedsrichter: Sean Hampstead |

| 3. August 19:30 | North Queensland Cowboys | 26 : 34 | Canterbury-Bankstown Bulldogs | Willows Sports Complex, Townsville Zuschauer: 12.231 Schiedsrichter: Shayne Hayne |
| 3. August 19:30 | (8:16) Bericht           |         |                               | Willows Sports Complex, Townsville Zuschauer: 12.231 Schiedsrichter: Shayne Hayne |

| 4. August 14:30 | Penrith Panthers | 24 : 38 | New Zealand Warriors | Penrith Stadium, Sydney Zuschauer: 10.723 Schiedsrichter: Steve Clark |
| 4. August 14:30 | (14:10) Bericht  |         |                      | Penrith Stadium, Sydney Zuschauer: 10.723 Schiedsrichter: Steve Clark |

| 4. August 15:00 | Northern Eagles | 19 : 10 | Parramatta Eels | Brookvale Oval, Sydney Zuschauer: 10.095 Schiedsrichter: Bill Harrigan |
| 4. August 15:00 | (6:0) Bericht   |         |                 | Brookvale Oval, Sydney Zuschauer: 10.095 Schiedsrichter: Bill Harrigan |

| 4. August 15:00 | Wests Tigers   | 4 : 50 | South Sydney Rabbitohs | Sydney Football Stadium, Sydney Zuschauer: 10.624 Schiedsrichter: Stephen Richards |
| 4. August 15:00 | (0:24) Bericht |        |                        | Sydney Football Stadium, Sydney Zuschauer: 10.624 Schiedsrichter: Stephen Richards |

## Runde 22
| 9. August 19:30 | Brisbane Broncos | 18 : 28 | Sydney Roosters | ANZ Stadium, Brisbane Zuschauer: 23.991 Schiedsrichter: Steve Clark |
| 9. August 19:30 | (6:18) Bericht   |         |                 | ANZ Stadium, Brisbane Zuschauer: 23.991 Schiedsrichter: Steve Clark |

| 10. August 15:00 | North Queensland Cowboys | 30 : 40 | Melbourne Storm | Willows Sports Complex, Townsville Zuschauer: 9.238 Schiedsrichter: Sean Hampstead |
| 10. August 15:00 | (10:18) Bericht          |         |                 | Willows Sports Complex, Townsville Zuschauer: 9.238 Schiedsrichter: Sean Hampstead |

| 10. August 19:30 | Parramatta Eels | 54 : 0 | South Sydney Rabbitohs | Parramatta Stadium, Sydney Zuschauer: 10.148 Schiedsrichter: Shayne Hayne |
| 10. August 19:30 | (22:0) Bericht  |        |                        | Parramatta Stadium, Sydney Zuschauer: 10.148 Schiedsrichter: Shayne Hayne |

| 10. August 19:30 | New Zealand Warriors | 22 : 14 | Canterbury-Bankstown Bulldogs | Mount Smart Stadium, Auckland Zuschauer: 21.570 Schiedsrichter: Paul Simpkins |
| 10. August 19:30 | (12:4) Bericht       |         |                               | Mount Smart Stadium, Auckland Zuschauer: 21.570 Schiedsrichter: Paul Simpkins |

| 11. August 14:30 | St. George Illawarra Dragons | 18 : 20 | Northern Eagles | Sydney Football Stadium, Sydney Zuschauer: 9.621 Schiedsrichter: Tim Mander |
| 11. August 14:30 | (8:14) Bericht               |         |                 | Sydney Football Stadium, Sydney Zuschauer: 9.621 Schiedsrichter: Tim Mander |

| 11. August 15:00 | Canberra Raiders | 26 : 6 | Wests Tigers | Bruce Stadium, Canberra Zuschauer: 10.081 Schiedsrichter: Tony Archer |
| 11. August 15:00 | (18:0) Bericht   |        |              | Bruce Stadium, Canberra Zuschauer: 10.081 Schiedsrichter: Tony Archer |

| 11. August 15:00 | Cronulla-Sutherland Sharks | 64 : 14 | Newcastle Knights | Endeavour Field, Sydney Zuschauer: 17.289 Schiedsrichter: Bill Harrigan |
| 11. August 15:00 | (42:0) Bericht             |         |                   | Endeavour Field, Sydney Zuschauer: 17.289 Schiedsrichter: Bill Harrigan |

## Runde 23
| 16. August 19:30 | Canterbury-Bankstown Bulldogs | 28 : 10 | Parramatta Eels | Sydney Showground, Sydney Zuschauer: 19.346 Schiedsrichter: Steve Clark |
| 16. August 19:30 | (22:0) Bericht                |         |                 | Sydney Showground, Sydney Zuschauer: 19.346 Schiedsrichter: Steve Clark |

| 17. August 15:00 | Melbourne Storm | 42 : 10 | Penrith Panthers | Olympic Park Stadium, Melbourne Zuschauer: 9.084 Schiedsrichter: Sean Hampstead |
| 17. August 15:00 | (24:0) Bericht  |         |                  | Olympic Park Stadium, Melbourne Zuschauer: 9.084 Schiedsrichter: Sean Hampstead |

| 17. August 17:30 | Canberra Raiders | 12 : 38 | Sydney Roosters | Bruce Stadium, Canberra Zuschauer: 10.526 Schiedsrichter: Paul Simpkins |
| 17. August 17:30 | (6:28) Bericht   |         |                 | Bruce Stadium, Canberra Zuschauer: 10.526 Schiedsrichter: Paul Simpkins |

| 17. August 19:30 | Newcastle Knights | 28 : 14 | Northern Eagles | Hunter stadium, Newcastle Zuschauer: 15.042 Schiedsrichter: Bill Harrigan |
| 17. August 19:30 | (6:4) Bericht     |         |                 | Hunter stadium, Newcastle Zuschauer: 15.042 Schiedsrichter: Bill Harrigan |

| 18. August 14:30 | St. George Illawarra Dragons | 58 : 16 | South Sydney Rabbitohs | Wollongong Showground, Wollongong Zuschauer: 12.122 Schiedsrichter: Matt Cecchin |
| 18. August 14:30 | (22:10) Bericht              |         |                        | Wollongong Showground, Wollongong Zuschauer: 12.122 Schiedsrichter: Matt Cecchin |

| 18. August 15:00 | Wests Tigers    | 18 : 34 | Cronulla-Sutherland Sharks | Campbelltown Stadium, Sydney Zuschauer: 7.100 Schiedsrichter: Shayne Hayne |
| 18. August 15:00 | (12:18) Bericht |         |                            | Campbelltown Stadium, Sydney Zuschauer: 7.100 Schiedsrichter: Shayne Hayne |

| 18. August 16:00 | New Zealand Warriors | 18 : 4 | Brisbane Broncos | Mount Smart Stadium, Auckland Zuschauer: 22.125 Schiedsrichter: Tim Mander |
| 18. August 16:00 | (12:0) Bericht       |        |                  | Mount Smart Stadium, Auckland Zuschauer: 22.125 Schiedsrichter: Tim Mander |

## Runde 24
| 23. August 19:30 | Newcastle Knights | 40 : 10 | Brisbane Broncos | Hunter Stadium, Newcastle Zuschauer: 18.601 Schiedsrichter: Bill Harrigan |
| 23. August 19:30 | (18:4) Bericht    |         |                  | Hunter Stadium, Newcastle Zuschauer: 18.601 Schiedsrichter: Bill Harrigan |

| 24. August 15:00 | Wests Tigers    | 26 : 16 | Melbourne Storm | Leichhardt Oval, Sydney Zuschauer: 5.287 Schiedsrichter: Sean Hampstead |
| 24. August 15:00 | (12:10) Bericht |         |                 | Leichhardt Oval, Sydney Zuschauer: 5.287 Schiedsrichter: Sean Hampstead |

| 24. August 17:30 | South Sydney Rabbitohs | 12 : 28 | Penrith Panthers | Grahame Park, Gosford Zuschauer: 10.573 Schiedsrichter: Stephen Richards |
| 24. August 17:30 | (6:12) Bericht         |         |                  | Grahame Park, Gosford Zuschauer: 10.573 Schiedsrichter: Stephen Richards |

| 24. August 19:30 | Cronulla-Sutherland Sharks | 36 : 14 | North Queensland Cowboys | Endeavour Field, Sydney Zuschauer: 12.658 Schiedsrichter: Steve Lyons |
| 24. August 19:30 | (28:10) Bericht            |         |                          | Endeavour Field, Sydney Zuschauer: 12.658 Schiedsrichter: Steve Lyons |

| 25. August 14:30 | Sydney Roosters | 44 : 0 | New Zealand Warriors | Sydney Football Stadium, Sydney Zuschauer: 18.186 Schiedsrichter: Paul Simpkins |
| 25. August 14:30 | (12:0) Bericht  |        |                      | Sydney Football Stadium, Sydney Zuschauer: 18.186 Schiedsrichter: Paul Simpkins |

| 25. August 15:00 | Canberra Raiders | 38 : 34 | Canterbury-Bankstown Bulldogs | Bruce Stadium, Canberra Zuschauer: 13.751 Schiedsrichter: Shayne Hayne |
| 25. August 15:00 | (28:10) Bericht  |         |                               | Bruce Stadium, Canberra Zuschauer: 13.751 Schiedsrichter: Shayne Hayne |

| 25. August 15:00 | Parramatta Eels | 19 : 6 | Northern Eagles | Parramatta Stadium, Sydney Zuschauer: 13.088 Schiedsrichter: Tim Mander |
| 25. August 15:00 | (12:6) Bericht  |        |                 | Parramatta Stadium, Sydney Zuschauer: 13.088 Schiedsrichter: Tim Mander |

## Runde 25
| 30. August 19:30 | Canterbury-Bankstown Bulldogs | 24 : 16 | Melbourne Storm | Sydney Showground, Sydney Zuschauer: 10.337 Schiedsrichter: Paul Simpkins |
| 30. August 19:30 | (12:2) Bericht                |         |                 | Sydney Showground, Sydney Zuschauer: 10.337 Schiedsrichter: Paul Simpkins |

| 31. August 15:00 | Brisbane Broncos | 36 : 2 | Canberra Raiders | ANZ Stadium, Brisbane Zuschauer: 22.502 Schiedsrichter: Shayne Hayne |
| 31. August 15:00 | (14:2) Bericht   |        |                  | ANZ Stadium, Brisbane Zuschauer: 22.502 Schiedsrichter: Shayne Hayne |

| 31. August 17:30 | Parramatta Eels | 36 : 24 | Wests Tigers | Parramatta Stadium, Sydney Zuschauer: 15.035 Schiedsrichter: Sean Hampstead |
| 31. August 17:30 | (18:6) Bericht  |         |              | Parramatta Stadium, Sydney Zuschauer: 15.035 Schiedsrichter: Sean Hampstead |

| 31. August 19:30 | South Sydney Rabbitohs | 34 : 36 | North Queensland Cowboys | Sydney Football Stadium, Sydney Zuschauer: 9.129 Schiedsrichter: Stephen Richards |
| 31. August 19:30 | (12:28) Bericht        |         |                          | Sydney Football Stadium, Sydney Zuschauer: 9.129 Schiedsrichter: Stephen Richards |

| 1. September 14:30 | Penrith Panthers | 30 : 32 | Newcastle Knights | Penrith Stadium, Sydney Zuschauer: 16.700 Schiedsrichter: Steve Lyons |
| 1. September 14:30 | (14:20) Bericht  |         |                   | Penrith Stadium, Sydney Zuschauer: 16.700 Schiedsrichter: Steve Lyons |

| 1. September 15:00 | Northern Eagles | 18 : 16 | New Zealand Warriors | Brookvale Oval, Sydney Zuschauer: 7.529 Schiedsrichter: Tim Mander |
| 1. September 15:00 | (6:10) Bericht  |         |                      | Brookvale Oval, Sydney Zuschauer: 7.529 Schiedsrichter: Tim Mander |

| 1. September 15:00 | Sydney Roosters | 26 : 10 | St. George Illawarra Dragons | Sydney Football Stadium, Sydney Zuschauer: 15.629 Schiedsrichter: Bill Harrigan |
| 1. September 15:00 | (20:0) Bericht  |         |                              | Sydney Football Stadium, Sydney Zuschauer: 15.629 Schiedsrichter: Bill Harrigan |

## Runde 26
| 6. September 19:30 | Canterbury-Bankstown Bulldogs | 25 : 18 | Brisbane Broncos | Sydney Showground, Sydney Zuschauer: 16.492 Schiedsrichter: Sean Hampstead |
| 6. September 19:30 | (24:6) Bericht                |         |                  | Sydney Showground, Sydney Zuschauer: 16.492 Schiedsrichter: Sean Hampstead |

| 6. September 19:30 | New Zealand Warriors | 28 : 12 | Wests Tigers | Mount Smart Stadium, Auckland Zuschauer: 16.284 Schiedsrichter: Matt Cecchin |
| 6. September 19:30 | (6:8) Bericht        |         |              | Mount Smart Stadium, Auckland Zuschauer: 16.284 Schiedsrichter: Matt Cecchin |

| 7. September 15:00 | Canberra Raiders | 25 : 16 | Melbourne Storm | Bruce Stadium, Canberra Zuschauer: 9.374 Schiedsrichter: Bill Harrigan |
| 7. September 15:00 | (12:6) Bericht   |         |                 | Bruce Stadium, Canberra Zuschauer: 9.374 Schiedsrichter: Bill Harrigan |

| 7. September 17:30 | Cronulla-Sutherland Sharks | 18 : 30 | Sydney Roosters | Endeavour Field, Sydney Zuschauer: 20.380 Schiedsrichter: Tim Mander |
| 7. September 17:30 | (6:10) Bericht             |         |                 | Endeavour Field, Sydney Zuschauer: 20.380 Schiedsrichter: Tim Mander |

| 7. September 19:30 | North Queensland Cowboys | 15 : 6 | Parramatta Eels | Willows Sports Complex, Townsville Zuschauer: 14.892 Schiedsrichter: Steve Lyons |
| 7. September 19:30 | (12:0) Bericht           |        |                 | Willows Sports Complex, Townsville Zuschauer: 14.892 Schiedsrichter: Steve Lyons |

| 8. September 14:30 | Northern Eagles | 28 : 68 | Penrith Panthers | Brookvale Oval, Sydney Zuschauer: 13.755 Schiedsrichter: Steve Clark |
| 8. September 14:30 | (6:44) Bericht  |         |                  | Brookvale Oval, Sydney Zuschauer: 13.755 Schiedsrichter: Steve Clark |

| 8. September 15:00 | St. George Illawarra Dragons | 40 : 22 | Newcastle Knights | Sydney Football Stadium, Sydney Zuschauer: 16.297 Schiedsrichter: Paul Simpkins |
| 8. September 15:00 | (16:6) Bericht               |         |                   | Sydney Football Stadium, Sydney Zuschauer: 16.297 Schiedsrichter: Paul Simpkins |